# Hōjō Sōun
Hōjō Sōun (北条 早雲, 1432-8 septembre 1519) fut le premier chef du clan Go-Hōjō, l'une des grandes puissances durant la période Sengoku au Japon. Né « Ise Moritoki », il était à l'origine connu sous le nom de « Ise Shinkurō », samouraï du clan Taira d'une famille peu puissante ou importante, il a combattu à sa manière, gagnant un territoire et changeant son nom pour le célèbre patronyme « Hōjō ».

## Biographie
Selon quelques sources[Lesquelles ?], il était un humble samouraï rōnin, mais il avait des liens familiaux importants. Sa sœur a été mariée à Yoshitada Imagawa, un membre d'une famille de samouraïs assez puissante. Quand Yoshitada est mort au combat en 1476, Shinkurō négocia la succession entre le fils de Yoshitada, Ujichika Imagawa et Oshika Norimitsu, le cousin de Yoshitada. La paix est temporairement établie. Lorsque Norimitsu a de nouveau tenté de prendre le contrôle du clan Imagawa, Sōun est venu défendre Ujichika, tuant Norimitsu. Sōun a été récompensé par Ujichika avec le château Kokukuji. Il prit le contrôle de la province d'Izu, en 1493, pour venger une faute commise par un membre de la famille Ashikaga qui a tenu le shogunat. Avec l'invasion réussie de Sōun dans la province d'Izu, il est crédité par la plupart des historiens comme étant le premier daimyo de l'époque Sengoku.
Peu de temps après, il a obtenu Odawara, le château qui allait devenir le centre des domaines de la famille Hōjō pour près d'un siècle. Sōun a ensuite pris Kamakura, l'ancienne capitale shogunale, en 1512, et le château d'Arai en 1518.
Sōun mourut l'année suivante et passa les nouveaux domaines Hōjō construits à son fils Hōjō Ujitsuna, qui a ensuite changé le nom du clan original « Ise » en « Hōjō » et, à titre posthume, a renommé son père « Hōjō Sōun ».